# Вилла Гук (Люденшайд)
Вилла Гук (нем. Villa Hueck) — трехэтажный необарочный особняк в центре города Люденшайд, расположенный по адресу улица Гумбольдтштрассе, дом 36; имеет площадь около 960 квадратных метров и включает в себя парк площадью более 6000 квадратных метров.

## История и описание
Вилла была построена в 1913 году по проекту архитектора Людвига Конради из города Вупперталь — заказчиком выступил Рихард Ноэль. Впоследствии Оскар Эдуард Гук приобрел здание и в период с 1929 по 1993 год оно являлось резиденцией семьи Гук. После этого здание до февраля 2009 года использовалось как дом престарелых, а после этого — пустовало: переговоры о продаже не увенчались успехом до 2012 года в связи с тем, что здание, являвшееся памятником архитектуры, требовало специальной реконструкции и охраны. Сложности вызывала и необходимость сохранения обширного парка. Здание вновь открылось в октябре 2013 года: в нём разместился ресторан, винный магазин, конференц-зал и жилые помещения. Виллу также было решено переименовать в «Гумбольдт-Вилла» (нем. Humboldt-Villa). Перед новым открытием, в конце июня фасад здания был заново оштукатурен: ему был возвращён оригинальный дизайн и цвет, восстановленный экспертами при анализе фрагментов старой штукатурки.